# Do I Wanna Know?
| Рейтинги           | Рейтинги |
| Издание            | Оценка   |
| ------------------ | -------- |
| Stereoboard        | [ 2 ]    |
| Fortitude Magazine | [ 3 ]    |

«Do I Wanna Know?» — песня британской инди-рок-группы Arctic Monkeys из их пятого студийного альбома AM. Была выпущена в качестве сингла 19 июня 2013 года и стала доступна для цифровой загрузки в iTunes Store.
Впервые песня была представлена публике 22 мая 2013 года в Вентуре, Калифорния на первом концерте AM Tour. Также она была открывающей композицией двух концертов: на шведском фестивале Хультсфредсфестивален 14 июня и на датском фестивале NorthSide 16 июня.
Релиз на виниле состоялся 22 июля 2013 года, где в качестве би-сайда представлена композиция «2013». Авторитетный журнал Rolling Stone включил песню в лучшую десятку за 2013 год. В 2015 году британский журнал New Musical Express включил данную композицию в свой список «500 величайших песен всех времён», разместив её в нём на 231-й позиции.

## Музыкальный клип
Музыкальный клип к песне, срежиссированный Дэвидом Уилсоном совместно с анимационным агентством Blinkink, был представлен на YouTube 18 июня 2013 года. Он начинается вибрированием изображенных звуковых волн синхронно голосу вокалиста Алекса Тёрнера, которые также демонстрируют ритм песни. Позже они начинают трансформироваться в анимированных женщин (включая ту, что изображена на обложке сингла), в машины, в птиц, рыб и в другие анимированные объекты.

## Список композиций
Все тексты написаны Алексом Тёрнером, вся музыка написана Arctic Monkeys.
| №  | Название           | Длительность |
| -- | ------------------ | ------------ |
| 1. | «Do I Wanna Know?» | 4:33         |

| №  | Название           | Длительность |
| -- | ------------------ | ------------ |
| 1. | «Do I Wanna Know?» | 4:33         |
| 2. | «2013»             | 2:26         |

## Участники записи
- Arctic Monkeys — музыка
- Алекс Тёрнер — тексты песен

Продюсеры
- Джеймс Форд — продюсирование; клавишные («2013»)
- Росс Ортон — продюсирование («Do I Wanna Know?»); сопродюсирование («2013»)

Технический персонал
- Иэн Ши — звукорежиссура
- Брайан Люси — мастеринг
- Чад Блэйк — сведение
- Мэттью Купер — дизайн
- Дэвид Уилсон — режиссура видеоклипа

## Чарты
| Чарт (2013-14)                               | Лучшая позиция |
| -------------------------------------------- | -------------- |
| Австралия (ARIA)                             | 37             |
| Бельгия/Фландрия (Ultratop 50)               | 33             |
| Бельгия/Валлония (Ultratip Bubbling Under)   | 33             |
| Канада (Billboard Canadian Hot 100)          | 48             |
| Канада (Billboard Rock)                      | 3              |
| Чехия (Singles Digitál Top 100)              | 75             |
| Франция (SNEP)                               | 45             |
| Ирландия (IRMA)                              | 14             |
| Израиль (Media Forest)                       | 10             |
| Нидерланды (Single Top 100)                  | 62             |
| Шотландия (OCC Scotland)                     | 12             |
| Словакия (Singles Digitál Top 100)           | 63             |
| Швейцария (Schweizer Hitparade)              | 66             |
| Великобритания (OCC UK Singles)              | 11             |
| Великобритания (OCC UK Indie)                | 2              |
| США (Billboard Hot 100)                      | 70             |
| США (Billboard Adult Alternative Songs)      | 11             |
| США (Billboard Alternative Airplay)          | 1              |
| США (Billboard Hot Rock & Alternative Songs) | 10             |
| США (Billboard Mainstream Rock)              | 12             |
| США (Billboard Rock & Alternative Airplay)   | 1              |

| Чарт (2013)                   | Позиция |
| ----------------------------- | ------- |
| US Hot Rock Songs (Billboard) | 52      |

| Чарт (2014)                            | Позиция |
| -------------------------------------- | ------- |
| US Adult Alternative Songs (Billboard) | 41      |
| US Alternative Songs (Billboard)       | 1       |
| US Hot Rock Songs (Billboard)          | 20      |
| US Mainstream Rock (Billboard)         | 46      |
| US Rock Airplay (Billboard)            | 1       |

## Сертификация
| Регион | Сертификация          | Продажи   |
| --- | --------------------- | --------- |
| Австралия (ARIA) | Платиновый            | 70 000^   |
| Бельгия (BEA) | Золотой               | 20 000    |
| Дания (IFPI Danmark) | Платиновый            | 90 000    |
| Германия (BVMI) | Золотой               | 150 000   |
| Италия (FIMI) | 2× Платиновый         | 100 000   |
| Мексика (AMPROFON) | 2× Платиновый+Золотой | 150 000   |
| Португалия (AFP) | 6× Платиновый         | 120 000   |
| Великобритания (BPI) | 5× Платиновый         | 3 000 000 |
| США (RIAA) | 7× Платиновый         | 7 000 000 |
| Стриминг |                       |           |
| Греция (IFPI Greece) | 3× Платиновый         | 6 000 000 |
| ^ Данные о тиражах приведены только на основе сертификации. · Данные о продажах + прослушиваниях приведены только на основе сертификации. · Данные только о прослушиваниях приведены на основе сертификации. |                       |           |

## Хронология выпуска
| Страна         | Дата         | Лейбл  | Форматы | П     |
| -------------- | ------------ | ------ | ------- | ----- |
| Великобритания | 19 июня 2013 | Domino | ЦД      | [ 4 ] |
| Великобритания | 22 июля 2013 | Domino | 7"      | [ 6 ] |